# Eva Riekert
Eva C. Riekert (* 1. Dezember 1946 in Stade) ist eine deutsche Übersetzerin.

## Leben und Wirken
Eva Riekert arbeitete zunächst im Verlagsbereich, begann dann jedoch ihre Arbeit als freischaffende Übersetzerin aus dem Englischen. Bevorzugt überträgt sie dabei Kinder- und Jugendbücher sowie Kriminalromane ins Deutsche.
Für Verlage wie den Deutschen Taschenbuch Verlag (dtv), den Carlsen Verlag, Oetinger und den S. Fischer Verlag übersetzte sie bereits Werke von Autoren wie Kevin Henkes, Liz Kessler, Mary Hoffman, Ruth White und Blue Balliett.
Eva Riekert lebte und arbeitete in Berlin und heute in der Nähe von Husum.

## Auszeichnungen
Im März 2023 wurde der von ihr ins Deutsche übersetzte Titel von Liz Kessler, Als die Welt uns gehörte, für den im Oktober zu verleihenden Deutschen Jugendliteraturpreis nominiert.

## Übersetzungen (Auswahl)
- 1984: David McKee: Das Haus auf dem Berg (The Hill and the Rock), Thienemann Verlag, Stuttgart. [Kinderbuch]
- 1985: Simon Stern: Hölzchen und Stöckchen (The little sticky Boy), Thienemann Verlag, Stuttgart. [Kinderbuch]
- 1991: Megan und William H. Stine: Die drei ??? – Gekaufte Spieler (The 3 Investigators – Crimebusters – Long Shot), Kosmos Verlag, Hamburg. [Jugendbuch]
- 1991: Peter Larengis: Die drei ??? – Gefahr im Verzug (The 3 Investigators – Crimebusters – Foul Play), Kosmos Verlag, Hamburg. [Jugendbuch]
- 1997: Berlie Doherty: Dear Nobody, dtv, München. [Jugendbuch]
- 2004–2014: Liz Kessler: Emily, Buchserie, S. Fischer Verlag, Frankfurt am Main. [Kinderbuch]
- 2009: Blue Balliett: Das Schattenhaus (The Wright 3), S. Fischer Verlag, Frankfurt am Main. (Fortsetzung zu Das Pentomino-Orakel) [Jugendbuch]
- 2010: Blue Balliett: Das Labyrinth der Wünsche (The Calder Game), S. Fischer Verlag, Frankfurt am Main. (Fortsetzung zu Das Schattenhaus) [Jugendbuch]
- 2008–2010: Liz Kessler: Philippa (Philippa Fisher), Buchserie, S. Fischer Verlag, Frankfurt am Main. [Kinderbuch]
- 2012: Mary Hoffman: David, Bloomsbury Publishing, Berlin. [Jugendbuch]
- 2013–2020: Kathryn Littlewood: Die Glücksbäckerei (Bliss Backery), Buchserie, S. Fischer Verlag, Frankfurt am Main. [Jugendbuch]
- 2020: Kathryn Croft: Die letzte Lüge (Silent Lies), Aufbau Taschenbuch Verlag, Berlin. [Kriminalroman]
- 2023: Liz Kessler: Als die Welt uns gehörte (When the World Was Ours), Fischer KJB, Frankfurt am Main. [Jugendbuch]